# منصة اختبار

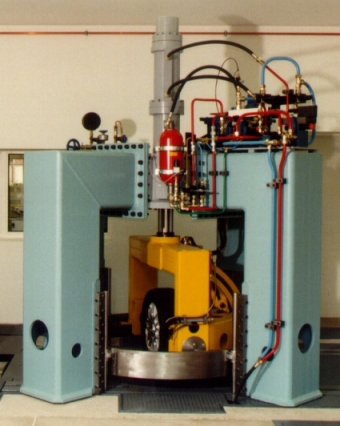

منصة الاختبار أو منضدة الاختبار (بالإنجليزية test bench) هي بيئة افتراضية غالبا تستخدم للتحقق من صحة أو سلامة تصميم أو نموذج لمنتج ما على سبيل المثال المنتجات البرمجية

## مكونات منصة الاختبار
تتألف منصة الاختبار من أربع مكونات هي:
1. الدخل:  هو المعايير اللازمة لأداء العمل
2. الاجراءات: هي المهام أو العمليات التي ستحول المدخلات إلى الخرج
3. إجراءات الفحص: هي العمليات التي تحدد أن الخرج قياسي
4. الخرج: المعيار النهائي أو التسليمات التي تنتج من منصة الاختبار